# Saurimo
Saurimo (prima del 1975: Henrique de Carvalho) è la capitale della provincia angolana di Lunda Sud.
Saurimo ha 76.420 abitanti. La popolazione è aumentata in seguito all'arrivo di migranti fuggiti dalle aree colpite dalla guerra civile.
Precedentemente denominata Henrique de Carvalho, in onore di un omonimo esploratore portoghese, che visitò la regione nel 1884 ed entrò in contatto con le popolazioni Lunda (a quel tempo potenti). La città sorge ad un'altitudine di 1.081 m sul livello del mare, è sede di un comando militare e di un mercato regionale.
Le principali attività economiche sono oggi l'agricoltura e l'estrazione di diamanti. Le principali produzioni agricole sono la manioca, cereali, la patata dolce e l'igname. Altre attività sono l'artigianato, la pesca e la setacciatura dei fanghi diamantiferi.